# مهند نعيم
مهند نعيم (مواليد 28 يناير 1993) لاعب كرة قدم قطري من أصل فلسطيني يلعب حارس مرمى.

## الحياة الشخصية
ولد مهند في السعودية لأبوين فلسطينيين، وانتقل إلى قطر في سن مبكرة وحصل على الجنسية القطرية وهو شقيق اللاعب يزن نعيم.

## مسيرة اللاعب
مثل نادي الخور في الفئات السنية وانتقل إلى نادي السد في عام 2009 وأعاره السد إلى نادي يوبين البلجيكي في عام 2013-2014 وانتقل إلى النادي العربي عام 2017 وانتقل إلى نادي الخريطيات في عام 2018 وانتقل إلى نادي أم صلال عام 2019 وبعدها انتقل إلى نادي معيذر ومثل المنتخبات السنية القطري.

## روابط خارجية
- مهند نعيم على موقع قاعدة بيانات كرة القدم.إي يو (الإنجليزية)
- مهند نعيم على موقع Soccerway.com (الإنجليزية)